# Coma Pedrosa
Coma Pedrosa è la montagna più alta di Andorra che, con i suoi 2942 m s.l.m., costituisce il punto più elevato del Principato pirenaico.
Il villaggio più vicino è Arinsal, nella parrocchia di La Massana.